# Маяк Три-Пойнт
Маяк Три-Пойнт (англ. Tree Point Light) — маяк, расположенный на берегу пролива Ревильяхихедо в зоне переписи населения Принс-оф-Уэльс — Хайдер, Аляска, США. Открыт в 1904 году. Был автоматизирован в 1969 году. 5-й по высоте маяк штата.

## Название
Маяк расположен в национальном лесу Тонгасс на юго-востоке штата Аляска. В этом причина его названия — Три-Пойнт (англ. Tree Point — лесистое место).

## История
Через узкие проливы между островами на юго-востоке штата Аляска проходил путь из Скагуэя до крупных городов тихоокеанского побережья США, по которому доставлялось добытое золото во время золотой лихорадки на Клондайке. Сильные течения, туманы, дожди и скалистое побережье делали навигацию в этом районе сложной, потому правительство США выделило в 1900 году 100 000$ на строительство маяков в этом районе. Выделенных средств хватило только на 2 маяка: маяк островов Файв-Фингерс и маяк острова Сентинел. Этих двух маяков было недостаточно, чтобы обеспечить безопасное судоходство в районе, потому было решено построить дополнительные маяки.
Строительство маяка Три-Пойнт 24 апреля 1903 года. Первоначальное здание было построено по тому же проекту, что и первоначальное здание маяка острова Мэри: восьмиугольное деревянное строение с наклонной крышей, в центре которого располагалась восьмиугольная башня, где была расположена линза Френеля. Маяк был открыт 30 апреля 1904 года. И точно так же, как и в случае маяка острова Мэри, через 30 лет службы в условиях постоянных дождей, тумана и морского климата, деревянное здание сильно износилось, и ему потребовалась замена. Работы над новым зданием маяка начались в 1933 году и завершились в 1935 году. Стоимость строительства составила 47 481$, точная дата повторного открытия неизвестна. Маяк был автоматизирован Береговой охраной США в 1969 году. В настоящее время работает на солнечной энергии.
Оригинальные линзы Френеля, использовавшиеся в маяке, хранятся в Тонгасском историческом музее города Кетчикан.
В 2004 году маяк был включен в Национальный реестр исторических мест, где описан как «исторический район, включающий пять зданий, два строения и один объект».

## Архитектура
Здание 1935 года выполнено в стиле ар-деко, представляет собой прямоугольное здание к которому сбоку примыкает квадратная башня.

## Фотографии
- Оригинальное здание 1904 года постройки